# Ali Kuleli
Ali Kuleli (* 27. Juli 1986 in Istanbul) ist ein türkischer Fußballspieler.

## Karriere
Kuleli kam im Istanbuler Stadtteil Gaziosmanpaşa auf die Welt und begann 1999 in der Nachwuchsabteilung seines Bezirksvereins Gaziosmanpaşaspor mit dem Vereinsfußball. Ab 2004 begann er, für die Profimannschaft des Vereins zu spielen und eroberte sich schnell einen Stammplatz. In der TFF 3. Lig 2006/07 erreichte er mit seiner Mannschaft die Meisterschaft und damit den Aufstieg in die TFF 2. Lig.
Im Sommer 2009 wechselte Kuleli zum Ligarivalen Bugsaş Spor. Hier verbrachte er nur die Hinrunde der Saison 2009/10 und wurde für die Rückrunde an den Ligarivalen Tokatspor ausgeliehen. Im Sommer 2010 wurde er vom Zweitligisten Samsunspor verpflichtet. Bereits eine Woche nach dieser Verpflichtung wurde der Vertrag mit Samsunspor wieder aufgelöst und Kuleli kehrte daraufhin zu Bugsaşspor zurück.
Zur Rückrunde der Saison 2013/14 wechselte Kuleli in die türkische TFF 2. Lig zu Alanyaspor. Mit diesem Verein beendete er die Saison als Playoff-Sieger und stieg in die TFF 1. Lig auf. Zum Saisonende verließ er diesen Klub Richtung Drittligisten Bandırmaspor.

## Erfolge
Mit Gaziosmanpaşaspor
- Meister der TFF 3. Lig und Aufstieg in die TFF 2. Lig: 2006/07

Mit Alanyaspor
- Playoff-Sieger der TFF 2. Lig und Aufstieg in die TFF 1. Lig: 2013/14